# Chandra Bahadur Dangi
Chandra Bahadur Dangi (ur. 30 listopada 1939 w Nepalu, zm. 4 września 2015 w Pago Pago) – najniższy człowiek świata, mierzący 0,546 m i ważący 14,5 kg. Był najniższym dorosłym człowiekiem, jakiego wzrost kiedykolwiek został zmierzony.
Dangi od urodzenia mieszkał w odległej górskiej wiosce Rhimkholi, w Nepalu, leżącej około 400 km na zachód od stolicy kraju, Katmandu. Wspólnie z nim w domu mieszkało jego pięciu braci, z których każdy jest normalnego wzrostu. Dangi przez całe życie zajmował się tkactwem.